# Памятник А. П. Зейберлину
«Памятник (бюст) Героя Советского Союза А. П. Зейберлина» — мемориальный комплекс, посвящённый памяти Героя Советского Союза Александра Павловича Зейберлина и воинов погибших в годы Великой Отечественной войны в посёлке Сангар, Кобяйского улуса, Республики Саха (Якутия). Памятник истории местного значения.

## Общая информация
После завершения Великой Отечественной войны в городах и сёлах республики Якутия стали активно возводить первые памятники и мемориалы, посвящённые павшим солдатам. В посёлке Сангар в год празднования 60-летия Победы в Великой Отечественной войны в 2005 году по архитектурному проекту Сергея Лукина и художника Егора Оготоева на улице Ленина был установлен и торжественно открыт памятник Герою Советского Союза Зейберлину Александру Павловичу. В основе этого комплекса бронзовый бюст командира взвода 269-го стрелкового полка 136-й стрелковой дивизии 38-й армии Воронежского фронта, Героя Советского Союза А. П. Зейберлина, уроженца посёлка Сангар.

## История
Александр Зейберлин (1916—1950) был призван в Красную Армию в 1942 году. С января 1943 года принимал участие в сражениях на фронтах Великой Отечественной войны. К октябрю 1943 года сержант Алексей Зейберлин командовал взводом 269-го стрелкового полка 136-й стрелковой дивизии 38-й армии Воронежского фронта. Отличился во время битвы за Днепр.
3 октября во время отражения немецкой контратаки Зейберлин лично уничтожил 8 вражеских солдат и офицеров. В том бою он получил ранение, но продолжал сражаться. 14 октября взвод Зейберлина принял активное участие в освобождении села Лютеж Вышгородского района Киевской области Украинской ССР
10 января 1944 года за «образцовое выполнение боевых заданий командования на фронте борьбы с немецкими захватчиками и проявленные при этом мужество и героизм» сержант Александр Зейберлин был удостоен высокого звания Героя Советского Союза. Вернулся к мирной жизни, но в январе 1950 года трагически погиб.

## Описание памятника
Бюст А. П. Зейберлину выполнен из гранита. Автор-архитектор Сергей Лукин, художник Егор Оготоев. Под бюстом Героя расположена металлическая табличка с надписью «Герой Советского Союза Зейберлин Александр Павлович 1916—1950». Памятник по периметру имеет изгородь. Рядом с бюстом разбит сквер.
Ученики Сангарской школы № 1 постоянно ухаживают за памятником, который расположился в самом в центре посёлка.